# ハロー!パックマン
『ハロー!パックマン』は、1994年8月26日に日本のナムコから発売されたスーパーファミコン用アクションアドベンチャーゲーム。
主人公のパックマンをプレイヤーが誘導し、妻であるミズ・パックマンから命じられた任務を行うことを目的としている。プレイヤーが直接操作できず方向指示によってパックマンを移動させることや、必要なアイテムを入手しないと先に進めないなど謎解きの要素が含まれている点などを特徴としている。
開発はナムコが行い、プロデューサーは同社のアーケードゲーム『妖怪道中記』（1987年）や『スプラッターハウス』（1988年）を手掛けた水野一実、音楽は『スプラッターハウス』を手掛けた田島勝朗が担当している。
同年に北米にてメガドライブに移植された他、スーパーファミコン版は2015年に欧米にてWii U用ソフトとしてバーチャルコンソールにて配信された。
スーパーファミコン版はゲーム誌『ファミコン通信』の「クロスレビュー」にてゴールド殿堂を獲得した。

## ゲーム内容

### システム
本作は、各ステージごとにパックマンの妻であるミズ・パックマンに命じられた様々な用事をこなしていくことが目的。プレイヤーはパックマンをほとんどの場面で直接操作することができないが、矢印による方向指示やパチンコでパックマンを誘導することができる。画面のどこかにパチンコを当てなければイベントが発生しないなど、謎解きの要素もある。ステージによってはハンググライダーやトロッコに乗って進むことがあるが、いずれもアクションの難易度は高い。
プレイヤーが誘導せずにそのまま放置していると勝手にパックマンは歩き出し、何らかの事故かトラブルに遭遇し、最悪悲惨な目に合う（当然、プレイヤーが故意に起こすこともできる）。残機の設定はなく、行動不能に陥っても最後に来た場所からやり直すことができる。
道中には宿敵の「ゴースト」が出現し、パックマンを恐怖のどん底に陥れてしまう。基本的にパックマンがゴーストに遭遇すると恐怖でおろおろ逃げ回る。ゴーストを退治する場合はプレイヤーがパチンコで「パワーエサ」をパックマンに与えて、「スーパーパックマン」に変身させる必要がある。
ステージに隠されたカセットを集めるとボーナスゲームができる。

### パックマンの機嫌
本作をプレイするにあたって重要になる要素は、パックマンの「機嫌」である。パックマンは状況により様々な表情を示し、些細な出来事で変化する。機嫌が良いとプレイヤーの指示を素直に従うが、あまりにテンションがあがりすぎると暴走しトラブルに巻き込まれやすくなる。また、機嫌が悪くなるとプレイヤーの指示を無視して勝手に行動を始める。行動によってはしばしば無気力状態に陥り、最悪の場合は顔面蒼白で地面にうずくまってしまう。パチンコをパックマンの顔面に当てることで故意にパックマンの怒りを誘発させることができ、怒らせないと攻略できない場面もある。

## キャラクター

### 主要キャラクター
パックマン
主人公。妻と子ども2人の4人家族で、妻には頭が上がらない様子。感情的で自分の力では何もできない情けないキャラクターとなっている。
スーパーパックマン
上記の「パックマン」が「パワー・エサ」を食べて変身した姿。変身前とは打って変わって空を自由自在に飛び、宿敵のゴーストを食べる事が可能。ラスボス戦以外の状況であると数秒で効果が切れてしまう。
ミズ・パックマン
パックマンの妻。異常に脚が長く、パックマンに様々な使いを押し付ける。おまけゲームでは彼女のデビュー作、『ミズ・パックマン』がプレーできる。
パック・ベイビー
パックマン家の長女で、ジュニアの妹。彼女に飲ませるミルクを探すことが最初のミッションとなる。
パック・ジュニア
パックマン家の長男で、ベイビーの兄。街でゴースト達に愛用のギターを奪われてしまう。
ルーシー
近所の人間の少女で、ジュニアのガールフレンド。彼女の誕生日プレゼントの花をパックマンは山岳地帯で苦難の末に入手するが、手柄は妻に奪われた模様。彼女をパチンコで撃って泣かせるとミスになってしまう。
アビラスネッター
悪の親玉の魔女で、ゴースト達を統括する。最後のミッションでは町中のガムを独り占めし、それを使って大きな悪事を企もうとする。
ゴースト
ゴミ箱や木箱に化けており、パチンコで撃つと正体を表してパックマンを脅してくる。ハンググライダーやトロッコのステージでは岩を投げつけたりと多彩な妨害をしてくる。「赤」「ピンク」「青」「オレンジ」の4色の個体が存在する。

### モブキャラクター
犬
パックマンが飼っている黄色の犬。パックマンが2回撫でるとパックマンの機嫌が回復する。パチンコで撃つとパックマンに向かって吠えてくる。
ブルドッグ
ルーシーが飼っているブルドッグ。犬小屋の前で眠っている。パックマンが苦手としているキャラクターで、パックマンは彼を起こさないように行動する。パックマンが林檎を取ろうとして林檎をぶつけてしまうと襲いかかってくる。
ホットドッグ屋
商店街でホットドッグ屋を経営している男性。パックマンの機嫌が良い場合、彼からホットドッグを購入する事が可能。パチンコで撃つとパックマンにケチャップをかけてくる。
猫
商店街で会う事になる野良猫。このキャラクターをパックマンが余所見してしまい、ホットドッグ屋の屋台にぶつかってしまう事がある。パチンコで撃つとパックマンに襲いかかってくる。
牧場のおじさん
牧場主と思われる人物。パックマンが捕まってしまうと長説教に付き合わされる。説教に付き合わされたパックマンは必ず辟易してしまう。撃退するには、上に吊るされている藁を落として身動きを取れなくするしか方法が無い。
牛
牧場のおじさんが飼育している牛。パックマンが見ると上機嫌になる事がある。パチンコで撃つと怒りだして尻尾で引っ叩いて来る。最初のミッションはこのキャラクターのミルクを手に入れる事が目的。
鶏
牧場のおじさんが飼育している鶏。パックマンが見ると上機嫌になる事がある。飼育小屋を壊すとパックマンが飼育小屋に戻そうと追いかけまわす。
カラス
ご近所と牧場の二箇所に登場するカラス。パチンコで撃ったりパックマンが大声を出すと襲いかかってくる。

### 乗り物
ハンググライダー
「アスレチックマウンテン」で使用する。Yボタンで上昇コマンドを出せる乗り物だが、下降コマンドは存在しないため、パックマンをパチンコで撃ち落とす必要がある。さらに難易度の高い隠しステージも存在する。
トロッコ
ハンググライダーと同様に「アスレチックマウンテン」で使用する。Yボタンを押すと加速し、乗っているパックマンをパチンコで撃つとパックマンが飛び上がり、障害物を回避する事が出来る。ハンググライダーと同様、さらに難易度の高い隠しステージも存在する。

## 移植版
| No. | タイトル                      | 発売日                     | 対応機種     | 開発元         | 発売元         | メディア                              | 型式    | 備考                       |
| --- | ----------------------------- | -------------------------- | ------------ | -------------- | -------------- | ------------------------------------- | ------- | -------------------------- |
| 1   | Pac-Man 2: The New Adventures | 1994年                     | メガドライブ | ナムコ         | ナムコ         | ロムカセット                          | T-14126 |                            |
| 2   | Pac-Man 2: The New Adventures | 2015年10月8日 2016年3月3日 | Wii U        | バンダイナムコ | バンダイナムコ | ダウンロード （バーチャルコンソール） | -       | スーパーファミコン版の移植 |

## スタッフ
スーパーファミコン版
- ゲーム・デザイン：YUMI.、CHITOSE、ROKI.-、KATZE KITASAN
- ビジュアル・デザイン：NEKOMOTO RITA、SIROHSAN、KAPPAPPA SAKAKI、HANG CHANG、BEANBE、HIRAPON、HONIHO、YUKI
- プログラム：SAKURA SAITA、OUSARU、TSUKASA、TAKAYAN
- サウンド：FUKEN TAJIMA（田島勝朗）、HASSON'S FAMILY
- プロデュース：KAZUU（水野一実）
- スペシャル・サンクス：PAGE-JIZY、JAMES、JEFF、JIM

メガドライブ版
- プログラム：田口正芳、山口邦雄、中川淳、むらくもあずま
- ビジュアル・デザイン：RITA NEKOMOTO、グラフィック・チーム
- サウンド：田島勝朗、ZUN（小沢純子）、KAWAGEN（川元義徳）、SHIBANON（柴野浩美）、POLYKOME（堀込高樹）

## 評価
- ゲーム誌『ファミコン通信』の「クロスレビュー」では、9・8・8・8の合計33点（満40点）でゴールド殿堂を獲得[3]、レビュアーからはゲームシステムに関して称賛する声が多数挙げられ、サワディ・ノダは「ほんとよくこんなの作ったなあというカンジ」、ローリング内沢は『リトルコンピュータピープル』（1987年）の進化版と例えた上で、「パックマンをテレビ画面の外側から観察するという行為が楽しい」、イザベラ永野は繰り返しプレイしても飽きない要因を「誘導のしかたでまわりのアクションが色々と変化するからだと思う」と指摘、TACOXは「俺とパックマンの間で奇妙な連帯感が生まれる」と称賛した[6]。また演出面に関しては、ノダは感情移入しすぎるあまりミス時に謝る演出が涙ものであると指摘し、永野は「彼のさまざまな表情がたまらない」と称賛、TACOXはグラフィックやサウンド、操作性などに関して「久々にナムコらしさを感じた」と絶賛した[6]。
- ゲーム誌『ファミリーコンピュータMagazine』の読者投票による「ゲーム通信簿」での評価は以下の通り、23.9点（満30点）となっている[5]。

| 項目 | キャラクタ | 音楽 | お買得度 | 操作性 | 熱中度 | オリジナリティ | 総合 |
| 得点 | 4.5        | 3.8  | 3.8      | 3.6    | 3.9    | 4.1            | 23.9 |